# کمال‌الدین حسینی نقشبندی
کمال‌الدین حسینی نقشبندی، ملقب به هادی‌الدین، خلیفه و جانشین شیخ طه نهری و عبیدالله نهری بود. او مؤسس خاندان و طریقه نقشبندیه نهریه کمالیه و از بزرگترین مروجین طریقت نقشبندی به ویژه در کردستان ایران، کردستان عراق و کردستان ترکیه بود.

## سلسله نسب و ایام جوانی
سید کمال  فرزند سید شامه بن سید رسول و از خاندان سید محمد زاهد معروف به (پیر خضر شاهو) بود که نسبتش از طریق موسی کاظم به محمد می‌رسد. پدر شیخ کمال،  از اشنویه به یکی از روستاهای بخش لاجان بنام خالدار (نزدیک پیرانشهر) مهاجرت کرد و در آنجا به زراعت مشغول شد. سید کمال به همراه برادر کوچک خود، سید خالد به پدرشان در کار کشاورزی  کمک می‌کردند. سید کمال در مدارس سنتی روستاهای منطقه تحصیلات مقدماتی آن دوره را طی کرد.

## وارد شدن به طریقت و اخذ اجازه ارشاد
کمال‌الدین  برای دیدار طه نهری بارها به استان هکاری ترکیه سفر کرد. پس از سفرهای متعدد، سید طاها  او را به طریقت نقشبندی دعوت کرد. سید کمال این دعوت را پذیرفت و پس از مدتی شاگردی سید طاها، در نهایت از دست او اجازه‌نامه ترویج طریقت نقشبندی را دریافت کرد. او  به محض برگشتن از این سفر، در قریه خالدار، به امر ترویج مشغول شد و یک مرکز دینی، شامل مسجد، خانقاه و مدرسه علوم دینی، تأسیس کرد.

## نقل مکان به عراق
شیخ کمال پس از درگذشت مولانا خالد و طه نهری و شیخ محمد صالح با عبیدالله نهری که بر مسند ارشاد نشسته بود بیعت نمود و در سال ۱۸۸۰  به استان اربیل کردستان عراق مهاجرت کرد  و روستایی را در اطراف شهر چومان و نزدیک مرز ایران به  نام  "زینوه" بنیان نهاد که این ده بعداً به نام "زینو شیخی" مشهور شد. شیخ کمال الدین در همان روستا یک مرکز دینی شامل  مسجد، خانقاه و مدرسه علوم دینی احداث کرد.

## حضور در جنگ به همراه عبیدالله نهری
شیخ کمال الدین در جنگ‌هایی که مرشدش عبیدالله نهری در ۱۲۹۴ قمری به عنوان جهاد علیه روسیه در منطقه قارص و بایزید انجام داده است، شرکت داشت. بر اثر این جنگ اسلحه زیادی به دست اتباع شیخ عبیدالله نهری افتاد. چند سال بعد  شیخ عبیدالله علیه ناصرالدین شاه قیام کرد که بعدها به نام «سال شیخ» شهرت یافت.
پس از شورش عبیدالله نهری علیه ایران در ۱۲۵۹ شمسی برابر ۱۲۹۸ قمری، شیخ عبید الله به تصریح لرد کرزن به تقاضای روس و انگلیس به استانبول احضار شد. پس از دستگیری عبیدالله نهری از طرف دولت عثمانی، شیخ کمال نیز که که یکی از خلفا و سرداران او بود، به همراه فرزندش شیخ جلال، در کرکوک زندانی شد. شیخ پس از آزادی از زندان عثمانی به زینوه مراجعت کرد.

## درگذشت
شیخ کمال در سال ۱۳۲۹ قمری در جنوب قریه زینو روی یک تپه درگذشتند